# Joseph Stepling
Joseph Stepling (n. 29 iunie 1716, Regensburg, Sfântul Imperiu Roman – d. 11 iulie 1778, Praga, Regatul Boemiei) a fost un preot catolic, astronom, fizician și matematician, directorul observatorului astronomic al colegiului Clementinum din Praga.

## Biografie
În anul 1733 a intrat în ordinul iezuit. După studii de teologie și matematică a devenit asistentul titularului catedrei de matematică și fizică din Praga, preotul iezuit Ignatz Mühlwenzel⁠(en)[traduceți], un specialist în optică.
După hirotonirea preoțească a devenit el însuși profesor de matematică și fizică. În anul 1748 a renunțat la catedră, după ce a refuzat să predea teoria geocentrismului, formulată de Aristotel.

## Activitatea științifică
În anul 1751 a înființat observatorul astronomic din Clementinum, al cărui prim director a devenit.

## Memoria
Asteroidul 6540 Stepling îi poartă numele.